# تونا (آلمان)
تونا (به آلمانی: Tonna) یک شهر در آلمان است که در گوتا واقع شده‌است. تونا ۲٬۹۱۵ نفر جمعیت دارد.